# Sipocot
Sipocot es un municipio filipino de primera clase, perteneciente a la provincia de Camarines Sur, en la región de Bicolandia.

## Historia
Hacia mediados del siglo XIX, el lugar tenía contabilizada una población de 743 habitantes, repartidos en 124 casas. Aparece descrito en el segundo volumen del Diccionario geográfico, estadístico, histórico de las Islas Filipinas (1851) de Manuel Buzeta Núñez y Felipe Bravo con las siguientes palabras:

SIPOCOT: pueblo con cura y gobernadorcillo en la isla de Luzon, prov. de Camarines Sur, dióc. de Nueva Cáceres, sit. en los 126° 39' long. 13° 42' 30" lat., entre dos rios, terr. llano y clima benigno. Consta este pueblo de unas 124 casas, la parroquial, la de comunidad, donde está la cárcel y una iglesia parroquial servida por un cura secular. Hay una escuela de instruccion primaria, cuyo maestro tiene una dotacion por los fondos de comunidad. Hay tambien cementerio y caminos que se encuentran en no muy buen estado, recibiéndose de la cab. de la prov. un correo semanal. Confina el térm. por N. O. con el de Lupi que dista unas 2 leg.: por S. E. con el de Sibmanam, á 2 ½ id. y por N. E. con la bahía de San Miguel. El terr. es fértil y montuoso, criándose en él buenas maderas, caza, y hallándose en los montes bastante miel y cera que van las abejas á depositarlas en ellos. En el terr. cultivado las prod. son arroz, maiz, caña dulce, ajonjolí, algodon, abacá, frutas, pimienta, café y varias clases de legumbres. Ind.: esta consiste en la agricultura, beneficio de la caña dulce y del añil, y fabricacion de telas de algodon y abacá: pobl. 743 almas.
(Buzeta y Bravo, 1851, p. 431)

En 2020, tenía censados 68 169 habitantes.